# Mālpils
Mālpils (hist. Lemburg) – wieś na Łotwie, w novadsie Sigulda, w latach 2009–2021 siedziba novadsu Mālpils. Położone 58 km na wschód od Rygi. W 2019 roku miasto liczyło 1828 mieszkańców.

## Historia
Między 1386 a 1413 rokiem powstała forteca krzyżacka Lemburg, wokół której została wybudowana osada.
W latach 1577–1587 starostą w Mālpils był generał Stanisław Kostka (herbu Dąbrowa) syn Macieja i Barbary Komorowskich. Stanowisko to  Kostka otrzymał z woli polskiego króla Stefana Batorego za wierną służbę.
Po II wojnie światowej wybudowano tu szkołę inżynierską. Następnie budynek został przekształcony w sowchoz. Dzięki temu liczba ludności w Mālpils gwałtownie wzrosła. W 2008 roku odnowiono budynek i otwarto w nim ekskluzywny hotel.

## Etymologia
W historycznych dokumentach nazwa miasta figuruje jako Lehmborch (1466), Leemborch (1498), Lemborch (1530) i Mahlpils (1909). Krzyżacy nazwali je Lehmburg, a Liwowie nazywają je lembit-urga.